# Вердзаска
Вердза́ска (итал. Verzasca /verˈʣaska/) — горная река в швейцарском кантоне Тичино. Протяжённость — 30 км. Исток расположен на вершине горы Пиццо-Бароне высотой 2864 метров, далее река течёт в южном направлении, впадает в северную оконечность горного озера Маджоре восточнее Локарно. Известна своей кристально чистой бирюзовой водой и живописными видами. В нескольких километрах выше устья перекрыта плотиной Вердзаска высотой 220 метров. Высота устья — 193 м над уровнем моря.

## География
Расположена река в долине швейцарских Альп, в италоязычной части Швейцарии — Тичино. Весь путь течения реки украшен средиземноморской растительностью с каштановыми лесами и виноградниками.
Температура воды не превышает 10 °C. Глубина реки до 10 метров, в некоторых местах Вердзаска достаточно опасна, так как имеет бурные подводные течения. Существует мнение, что отсутствие живых существ в реке связано с повышенной кислотностью, однако по уровню кислотности она не отличается от большинства рек.

## Туризм
Окрестности Вердзаски привлекают большое количество туристов, любителей подводного плавания и Банджи-джампинга, ценителей красоты природы.